# Amt Pinneberg-Land

Lage des ehem. Amtes Pinneberg-Land im Kreis Pinneberg

Im ehemaligen Amt Pinneberg-Land mit Sitz in Pinneberg waren vier Gemeinden zur Erledigung ihrer Verwaltungsgeschäfte zusammengeschlossen worden. Das Amt lag im Herzen des Kreises Pinneberg in Schleswig-Holstein (Deutschland) und grenzte im Norden an das Amt Rantzau und Quickborn, im Westen an Appen und Tornesch, im Süden an die Stadt Pinneberg und im Osten an das ehemalige Amt Bönningstedt.

## Die Gemeinden
- Borstel-Hohenraden
- Kummerfeld
- Prisdorf
- Tangstedt

## Geschichte
1948 wurde das Amt mit den Gemeinden Appen, Borstel-Hohenraden, Kummerfeld, Prisdorf und Tangstedt gegründet. Am 1. April 1956 schied Appen aus dem Amt aus. Am 1. Januar 2007 fusionierte das Amt Pinneberg-Land im Zuge der schleswig-holsteinischen Verwaltungsstrukturreform mit dem Amt Bönningstedt zum Amt Pinnau.